# Hoya neoguineensis
Hoya neoguineensis är en oleanderväxtart som beskrevs av Adolf Engler. Hoya neoguineensis ingår i släktet Hoya och familjen oleanderväxter. Inga underarter finns listade i Catalogue of Life.